# RS-68
RS-68 (англ. Rocket System 68, RS-68, Ракетная система 68) — жидкостный ракетный двигатель (ЖРД) компании Рокетдайн (англ. Rocketdyne), США. По состоянию на 2009 г являлся самым мощным однокамерным двигателем, который использует в качестве компонентов топлива жидкий водород (жH2) и кислород (жO2). Развитие двигателя было начато в 1990-х с целью получения более дешёвого и простого в производстве двигателя для первой ступени ракеты-носителя Дельта-4, обладающего большой тягой. Во время работы RS-68 производит тягу 300,7 тонн-сил (2949 кН) на уровне моря, его модификация RS-68A обладает тягой 317,5 тс (3114 кН), что было показано на стендовых испытаниях. Вариант двигателя RS-68B, который предполагается использовать в качестве основного двигателя в программе НАСА «Созвездие», должен иметь на 80 % меньше частей по сравнению с основными двигателями шаттла SSME (RS-25) и примерно в два раза большую тягу на уровне моря.

## Обзор
Двигатель RS-68 был разработан в лаборатории «Propulsion and Power» компании Рокетдайн, расположенной в Лос-Анджелесе, Калифорния для первой ступени одноразовой ракеты-носителя Дельта-4. В камеру сгорания подаётся жидкий водород и кислород под давлением 104,5 ат (10,25 МПа уровень тяги 102 %), массовое соотношение смешивания топлива и окислителя 1:6.
Основной целью программы разработки RS-68 было создание простого двигателя, который был бы экономически выгоден при одноразовом использовании на ракете-носителе. Для того, чтобы достичь этой цели, двигатель имеет на 80 % меньше деталей по сравнению с двигателем многократного использования SSME (RS-25). Простота и дешевизна двигателя отразилась в худших показателях эффективности по сравнению с RS-25: соотношение тяги к массе RS-68 значительно ниже, удельный импульс меньше на 10 %. Преимуществом является меньшая стоимость постройки нового двигателя: для того, чтобы сделать новый RS-68 для программы Боинга ракеты-носителя Дельта-4, требуется 14 млн американских долларов, против 50 млн на новый RS-25. В то время как высокую стоимость RS-25 предполагалось распределять в ходе многоразового использования, более массивный и дешёвый, обладающий большей на 50 % тягой двигатель RS-68 является более экономически оправданным для одноразового использования.
Двигатель, в отличие от SSME и РД-0120, представляет собой двигатель открытого цикла без дожигания генераторного газа с двумя независимыми турбинами. Камера сгорания использует канально-стенное строение (как, например, РД-171) для снижения стоимости. Эта конструкция, использованная впервые в СССР, включает в себя внутреннюю и внешнюю оболочку топливопроводов, сваренных через разделители, которые формируют охлаждающие каналы. Такое устройство камеры сгорания приводит к более тяжёлой конструкции, но гораздо дешевле по сравнению с трубочно-стенным строением (конструкции этого вида используют сотни трубок, согнутых по форме камеры сгорания и сваренных вместе), который используется в других американских двигателях. Нижняя часть сопла имеет коэффициент расширения 21,5 и выполнена из абляционного материала. Облицовка внутренней части сопла предназначена для выгорания в ходе работы двигателя, что имеет своей целью отвод тепла и вызывает яркое свечение газовой струи на выходе из сопла, которое не возникает в случае других ЖРД, работающих на водороде и кислороде. В целом данная конструкция имеет большую массу по сравнению с трубочно-стенным устройством сопел, используемым другими двигателями, но проще и дешевле в производстве.
В то время как первоначальная конструкция была разработана в лаборатории Рокетдайн в Парке Канога (Canoga Park), Калифорния, там же где был разработан SSME, первые пробные образцы двигателей были собраны в полевой лаборатории Санта Сузана, где разрабатывались и испытывались двигатели ракеты-носителя Сатурн-5 для программы полётов на Луну «Аполлон». Первые стендовые испытания RS-68 производились на базе лаборатории ВВС США Эдвардс, позднее в космическом центре НАСА имени Стенниса. Первое успешное стендовое испытание на базе Эдвардс было завершено 11 сентября 1998 года, первое успешное использование двигателя и успешный запуск ракеты-носителя выполнены 20 ноября 2002 года.
Двигатель RS-68 является частью унифицированного разгонного блока (англ. Common Booster Core, CBC), используемого для создания пяти вариантов ракеты-носителя семейства Дельта-4. Самый тяжёлый вариант, использованный на 2009 год, включает в себя три УРБ, соединённых вместе. Возможно использование семи таких блоков в одной ракете-носителе.
4 апреля 2008 года ВВС США заключило изменённый контракт с Боинг Лонч Сервисес (Boeing Launch Services), Калифорния на 20 млн долл. Изменение контракта даёт право Боингу осуществлять показательные испытания на переделанном RS-68, имеющим маркировку «10009». В рамках инициативы гарантированного доступа в космос (англ. Assured Access to Space, AAS) правительство дало право осуществлять работы по разработке оборудования, которое сократит или исключит существующие риски и увеличит надёжность двигателя RS-68.
25 сентября 2008 года модифицированный RS-68A успешно прошёл первые огневые испытания. RS-68A — усовершенствованная версия RS-68 с изменениями, которые должны обеспечить увеличенный удельный импульс и тягу выше 317,5 тс (3114 кН) на уровне моря. Сертификация двигателя запланирована в 2010 году, с возможностью первого использования в 2011 году.

## Использование в программе "Созвездие"
18 мая 2006 года НАСА объявило, что пять двигателей RS-68 предполагается использовать вместо SSME на планируемой ракете-носителе Арес-5 программы Созвездие. НАСА остановила свой выбор на RS-68 по причине его более низкой стоимости — около 20 миллионов долларов после произведённых НАСА усовершенствований. Модификации RS-68 для Арес-5 включают в себя другое аблятивное сопло, обеспечивающее более долгую работу двигателя, более быстрый запуск двигателя, изменения в конструкции для уменьшения потерь водорода при запуске и для уменьшения использования гелия в ходе предпускового отсчёта и полёта. Увеличение тяги и удельного импульса предполагается осуществить в рамках отдельной программы модернизации ракеты-носителя Дельта-4. По имеющимся на 2009 г сведениям, Арес-5 будет использовать шесть RS-68 на центральном блоке. Вариант этого двигателя для ракеты-носителя Арес-5 будет носить название RS-68B. Другой проект, DIRECT, также предполагает использование RS-68.
В 2010 году разработка ракеты-носителя Арес-5 была отменена, в связи с закрытием программы "Созвездие". Идейный приемник Арес-5 — Space Launch System вместо шести двигателей RS-68B использует четыре двигателя RS-25, ранее использовавшихся в программе Space Shuttle.